# Альмквист, Никлас
Никлас Альмквист (швед. Niklas Almqvist), известный как Николаус Арсон (швед. Nicholaus Arson, родился 26 января 1977 в Сетере) — шведский гитарист и бэк-вокалист рок-группы The Hives.

## Биография
Арсон вместе со своим братом Пером сформировали группу The Hives в 1993 году: согласно легенде, их пригласил на прослушивание их будущий менеджер Рэнди Фицсиммонс, который стал и автором их песен. Журнал New Musical Express активно распространяет слухи, что за образом Рэнди скрывается именно Никлас, хотя группа всячески это опровергает и заверяет о реальном существовании Фитцсиммонса.
Николаус отличается экстравагантным поведением на сцене, как и его брат: во время концертов часто таращит глаза, плюётся, дует на кончики пальцев и всячески танцует во время игры на гитаре. Часто он вращает крутит гитару на ремне на своём плече, который часто лопается от излишней перекрутки. Один раз 27 октября 2007 на концерте в Форт-Уэрте (Техас, США) Арсон даже швырнул гитару в ударника Криса Дэнджеруса, которая чуть не ударила его по голове.

## Инструменты
Николаус играет на гитарах марок Fender Telecaster, Esquire или Telecaster Deluxe. Он также играет на гитаре The Arsonette: уникальной гитаре, сделанной фирмой Sundberg Guitars. Основные цвета: чёрный и белый. Гитарные усилители: Hiwatt.

## Дискография
- Barely Legal (1997)
- Veni Vidi Vicious (2000)
- Tyrannosaurus Hives (2004)
- The Black and White Album (2007)
- Lex Hives (2012)